# Pfarrkirche Unterleutasch

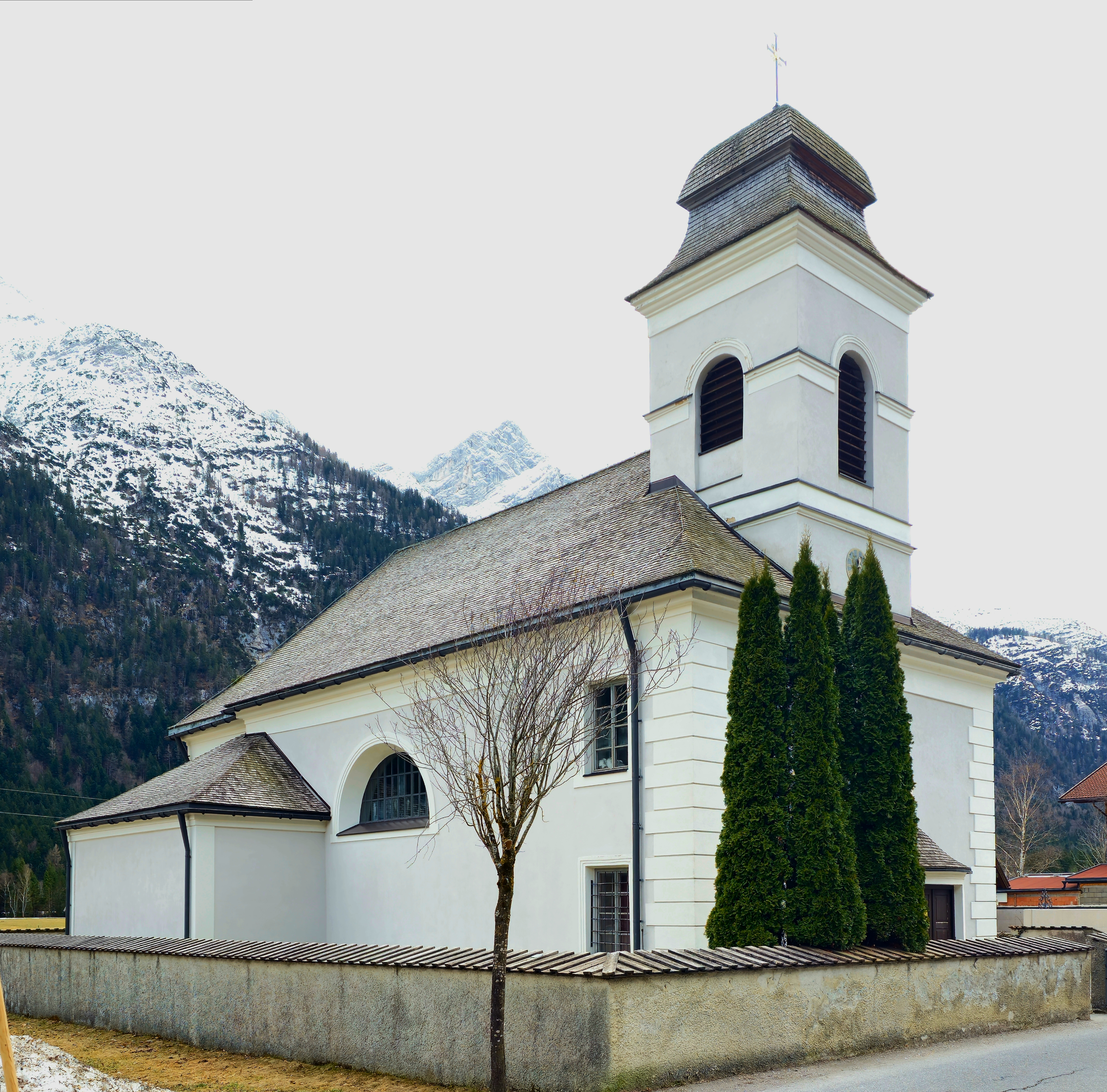
Katholische Pfarrkirche hl. Johannes der Täufer in Leutasch

Langhaus, Blick zum Chor

Langhaus, Blick zur Empore

Die römisch-katholische Pfarrkirche Unterleutasch steht in Unterkirchen (Unterleutasch) in der Gemeinde Leutasch im Bezirk Innsbruck-Land im Bundesland Tirol. Die dem Patrozinium des hl. Johannes des Täufers unterstellte  Pfarrkirche gehört zum Dekanat Telfs in der Diözese Innsbruck. Die Kirche und der Friedhof stehen unter Denkmalschutz (Listeneintrag).

## Geschichte
Anfangs waren die Bewohner von Unterkirchen Teil der bayerischen Pfarrei Mitterwald. Kaiser Franz II. erlaubte 1803 den Bau einer Kirche, doch die Napoleonischen Kriege bewirkten mit 1805 eine bayerische Herrschaft. Mitte 1827 bewilligte ein Dekret der Hofkanzlei erneut den Bau einer Kirche. Der Kirchenbau entstand nach den Plänen des Straßenmeisters Johann von Klebelsberg, der Baumeister Josef Waldhart aus Imst baute von 1827 bis 1829 die Kirche und das Widum. 1978 wurde die Kirche restauriert.
1891 wurde die Kirche zur Pfarrkirche erhoben.

## Architektur
Der spätklassizistische nach Süden orientierte Kirchenbau ist von einem Friedhof umgeben. Das Widum von 1829 gegenüber der Kirche trägt ein hohes Walmdach.
Die Nord- und Eingangsfront an der Straße hat eine kleine halbrunde Vorhalle und darüber Halbkreisfenster. Der gedrungene Fassadenturm ragt über das abgewalmte geschindelte Dach; er hat rundbogige Schallöffnungen und trägt eine abgesetzte Haube. Der eingezogene Chor hat einen geraden Schluss, östlich ist die Sakristei angebaut.
Das Kircheninnere zeigt ein quadratisches Langhaus mit von Gurten eingefassten Platzlgewölben, vorgelagert sind rechts ein platzlgewölbter quadratischer Vorraum im Turm und links eine Lourdeskapelle. Die Westempore steht auf Säulen. Der Triumphbogen ist rundbogig. Der queroblonge, das heißt querrechteckige Chor ist platzlgewölbt und hat Halbkreisfenster. 
Die ehemals einheitliche Ausmalung der Kirche schuf Johann Kärle im vierten Viertel des 19. Jahrhunderts, im Chorgewölbe Hl. Johannes der Täufer mit Ornamentmalerei, im Langhaus die Vier Evangelisten, am Triumphbogen Medaillons mit Darstellungen der Heiligen Therese, Maria, Herz Jesu, Josef, Aloysius, die Wände mit Quadermalerei. 1864 malte Alois Nairz die Heilige Dreifaltigkeit in die Chortonne. Diese Ausmalungen wurden wohl bei der Restaurierung 1978 entfernt.

## Einrichtung
Den klassizistischen Hochaltar schuf der Bildhauer Franz Xaver Renn 1830. Eine Säulenädikula umgibt das bereits im Ende des 18. Jahrhunderts von Josef Liebherr gemalte Altarblatt Predigt des hl. Johannes des Täufers und einen klassizistischen Tabernakel. Seitlich stehen Statuen der Heiligen Zacharias und Elisabeth als Assistenzfiguren. 
Es gibt zwei Figurenschreine mit den Schnitzstatuen hl. Maria und Schutzengel Raphael aus der zweiten Hälfte des 19. Jahrhunderts. Die Kanzel entstand im 19. Jahrhundert. Ein Leinwandbild Ruhe auf der Flucht malte wohl Johann Georg Wittwer in der zweiten Hälfte des 18. Jahrhunderts.
Die Orgel baute Johann Georg Gröber 1833. Eine Glocke nennt Josef Zach 1831.